# Capys penningtoni
Capys penningtoni is een vlinder uit de familie van de pages (Papilionidae). De wetenschappelijke naam van de soort is voor het eerst geldig gepubliceerd in 1932 door Norman Denbigh Riley.